# Manabu Saitō
Manabu Saitō (jap. 齋藤学 Saitō Manabu; ur. 4 kwietnia 1990 w Kanagawie) – japoński piłkarz występujący na pozycji pomocnika w japońskim klubie Yokohama F. Marinos oraz w reprezentacji Japonii. Znalazł się w kadrze na Mistrzostwa Świata 2014.